# Sarenco
Sarenco (eigentl.: Isaia Mabellini; * 16. April 1945 in Vobarno; † 6. Februar 2017 in Salò) war ein italienischer visueller Poet, Kulturveranstalter, Verleger und Filmemacher.

## Leben
Sarenco begann achtzehnjährig mit visueller Poesie zu experimentieren. Mit Eugenio Miccini, Luciano Ori, Lucia Marcucci, Giusi Coppini, Michele Perfetti und Lamberto Pignotti bildete er eine Künstlergruppe, die in Florenz aktiv war und als Gruppo 70 bekannt wurde. Die Gruppe veröffentlichte radikale, politisch orientierte Arbeiten und Gedichte und gab bis zu ihrer Auflösung 1977 die Literaturzeitschrift Lotta Poetica heraus.
Daneben gründete Saranco zwei weitere Zeitschriften – Amodulo (1968) und Factotum art und gründete drei Verlage (Edizioni Amodulo, 1969, SAR.MIC, 1972 und Factotum art). In Brescia eröffnete er Galerien für visuelle Poesie (Sincron, 1967, Amodulo, 1970 und Studio Brescia, 1972) und organisierte zahlreiche Ausstellungen. Maßgeblich war er auch an der Organisation des Centro di Paolo Berardelli und des Archivio Denza di poesia visiva beteiligt. Ab Ende der 1980er Jahre betreute er mehrere Ausstellungen in Norditalien, darunter Poesia visiva 1963–1988, 5 Maestri: Ugo Carrega, Stelio Maria Martini, Eugenio Miccini, Lamberto Pignotti, Sarenco in Verona und Poesia totale. 1897–1997: Dal Colpo di Dadi alla Poesia Visuale in Mantua.
Daneben drehte Sarenco in dieser Zeit mehrere Filme, darunter Collage (1984), In attesa della terza guerra mondiale (1985), Benvenuto grande cinema (1987), Pagana (1988), Safari (1990) und Performance (1993). Ab 1982 reiste er mehrfach nach Afrika und lebte längere Zeit in Kenia. Ergebnis seines Interesses für afrikanische Kunst war La platea dell’Umanità, ein Ensemble von 300 Werken kenianischer Künstler, das er bei der Biennale di Venezia präsentierte. 2006 gründete er in Kenia die Biennale von Malindi, die er vier Jahre lang betreute.